# TV Nazaré
TV Nazaré é uma rede de televisão aberta brasileira sediada em Belém, no estado do Pará. Pertence a Fundação Nazaré de Comunicação, que por sua vez é mantida pela Arquidiocese de Belém do Pará.
O sinal da emissora é transmitido para toda a Amazônia Legal, contendo os estados do Pará, Amazonas, Acre, Rondônia, Roraima, Tocantins, Mato Grosso, Maranhão e Amapá pelo satélite para todas as Américas, toda a Europa e norte da África e via internet.

## História
Em 1999 através de uma árdua campanha da Arquidiocese de Belém, era concluída a construção de uma torre de concreto, colocando no ar uma repetidora da Redevida pelo canal 19 UHF. Porém, os bispos queriam criar uma emissora católica local, que gerasse produção própria e isso só foi possível no dia 6 de outubro de 2000, durante as celebrações dos 50 anos de vida sacerdotal do então arcebispo da capital paraense, Dom Vicente Zico, quando o então ministro das comunicações, Pimenta da Veiga (PSDB), junto do vice-presidente da república, Marco Maciel (PFL), outorgou à Arquidiocese de Belém as concessões do canal 30 UHF.
Em 29 de janeiro de 2002 Pimenta da Veiga assinou a outorga da futura TV Nazaré, lhe dando um contrato de concessão de 15 anos como geradora. Por ser uma emissora educativa, a Nazaré não pode obter lucros com vendas comerciais, mas pode fechar parcerias. A emissora foi oficialmente inaugurada no dia 11 de maio daquele ano com a transmissão ao vivo de uma sessão solene no Centro de Cultura e Formação Cristã da Arquidiocese de Belém, contando com a presença de autoridades paraenses. Desde a inauguração, adota uma programação independente, mas exibe alguns programas da Rede Século 21, Amazon Sat e do Vatican Media, com o último sendo dublado.
Em seus primeiros meses no ar, a emissora começava a se expandir pelo estado do Pará e por toda a Amazônia Legal, com as concessões sendo oferecidas pelo ministro Juarez Quadros e a maioria sendo assinadas em 2003 por Miro Teixeira (PDT). No dia 28 de maio de 2004 a TV Nazaré estreava o seu sinal via satélite, com a geração ficando sob responsabilidade da New Skies Satelites. O lançamento foi feito através de uma celebração com autoridades paraenses e da Arquidiocese de Belém.
Desde a fundação, a emissora é conhecida pela transmissão do Círio de Nazaré, sendo a que mais dedica todo o espaço da programação para exibir as missas da festividade e as que antecedem as romarias, inclusive a Trasladação. Até 2017, a emissora apenas transmitia ao vivo a santa missa direto do Colégio Gentil Bittencourt e exibia os momentos iniciais da romaria, seguindo com a programação normal através de flashes. Desde 2018, a emissora passou a transmitir na íntegra a procissão que antecede o Círio. O canal também transmite ocasionalmente romarias de outros municípios paraenses.

## Sinal digital
| Canal virtual | Canal Digital | Resolução de tela | Programação                        |
| ------------- | ------------- | ----------------- | ---------------------------------- |
| 31.1          | 30 UHF        | 1080i             | Programação principal da TV Nazaré |

A TV Nazaré tem o objetivo de até 2017 substituir todos os canais analógicos por sinal digital.O Ministério das Comunicações deu o prazo até 2018 para as capitais transmitirem o sinal digital.
Transição para o sinal digital
Com base no decreto federal de transição das emissoras de TV brasileiras do sinal analógico para o digital, a TV Nazaré, bem como as outras emissoras de Belém, cessou suas transmissões pelo canal 30 UHF em 30 de maio de 2018, seguindo o cronograma oficial da ANATEL.